# Federico di Utrecht
Federico di Utrecht (781 circa – Isola di Walcheren, 18 luglio 838) è stato vescovo di Utrecht dall'820 circa alla morte ed è venerato come santo dalla Chiesa cattolica e della Comunione anglicana.

## Biografia
Nipote del re dei Frisi Radbodo, fu ordinato prete della diocesi di Utrecht e fu incaricato dell'educazione dei catecumeni; succedette poi nell'episcopato al vescovo Ricfrido e si occupò del completamento dell'evangelizzazione dei Frisi, della quale incaricò sant'Odulfo (che fu poi il suo biografo). Federico fu anche consigliere dell'imperatore Ludovico il Pio.
Secondo una tradizione, fu assassinato mentre celebrava la messa dai sicari dell'imperatrice Giuditta di Baviera (seconda moglie di Ludovico), di cui aveva pubblicamente condannato i costumi; per altri, fu invece ucciso dai pagani dell'isola zelandese di Walcheren che si opponevano alla sua missione: è per questo venerato come martire.
La memoria liturgica ricorre il 18 luglio.